# Регије Републике Српске
Географски простор Републике Српске могуће је условно подијелити на различите регије, зависно од практичних потреба. Пошто су урбани центри главне полуге и медијатори укупног развоја Републике Српске, овај простор се најчешће диференцира примјеном тзв. нодално-функционалног принципа. Према томе условне границе регија одређују се гравитационим утицајем главних урбаних и уједно развојних центара. Један од најважнијих циљева регионализације и политике регионалног развоја је што равномјернији развој на нивоу републике, односно ентитета или државе. Поред функционалних регија, могуће је издвојити и физиономске регије, односно природно-географске области Републике Српске.

## Функционалне регије Републике Српске
- Регије Републике Српске према Просторном плану до 2025. године

Нодално-функционална регионализација Републике Српске је на различит начин извршена у Просторном плану Републике Српске и у уџбеницима географије. По истом принципу, али поново са другачијим границама регија извршена је и организација судства на просторе који су у надлежности окружних судова. Своју диференцијацију простора има и Полиција, те нека јавна предузећа у Републици Српској као што су Поште Српске, Телеком Српске, Електропривреда Републике Српске итд.

### Регије Републике Српске према Просторном плану (2015–2025)
Према Просторном плану, за којег је надлежно ентитетско министарство за просторно уређење, грађевинарство и екологију, Република Српска се састоји од шест мезорегија. Регије Републике Српске у рангу су с европским нивоом NUTS3.
Та подела на планско-статистичке регије условљена је демографском сликом и структуром целог ентитета, просторном расподелом становништва и његовог кретања између урбаних центара и руралног окружења, физичко-географском сликом подручја и његовом привредном развоју, високим нивоом приступачности насељених мјеста и инфраструктури, квалитетом и количином опремљености јавно-социјалних функција у центрима развоја и осталим насељеним мјестима, повољним правним и административним условима за унапређење просторног развоја, планским позиционирањем урбаних центара у одговарајућим стратегијама развоја Републике Српске и контексту досадашњих планова за различите нивое администрације, политичким оквиром и традицијом подручја.
Према Просторном плану Републике Српске до 2025, ентитет се дијели на сљедеће регије:
| Назив регије            | Примарни регионални центар | Секундарни регионални центар | Обухваћене јединице локалне самоуправе |
| ----------------------- | -------------------------- | ---------------------------- | --- |
| Регија Бања Лука        | Бања Лука                  | Градишка и Мркоњић Град      | Бања Лука, Градишка, Језеро, Кнежево, Котор Варош, Србац, Лакташи, Челинац, Мркоњић Град, Петровац, Прњавор, Рибник, Источни Дрвар, Купрес, Шипово |
| Регија Приједор         | Приједор                   | Нови Град                    | Приједор, Нови Град, Козарска Дубица, Крупа на Уни, Костајница, Оштра Лука                                                                         |
| Регија Добој            | Добој                      | Брод, Шамац, Дервента        | Вукосавље, Дервента, Добој, Петрово, Брод, Теслић, Шамац, Пелагићево, Доњи Жабар, Станари, Модрича                                                 |
| Регија Бијељина         | Бијељина                   | Зворник                      | Бијељина, Братунац, Власеница, Зворник, Лопаре, Милићи, Осмаци, Сребреница, Угљевик, Шековићи                                                      |
| Регија Источно Сарајево | Источно Сарајево           | Вишеград                     | Вишеград, Пале, Рогатица, Рудо, Соколац, Источна Илиџа, Источни Стари Град, Источно Ново Сарајево, Хан Пијесак, Трново                             |
| Регија Требиње          | Требиње                    | Фоча                         | Берковићи, Билећа, Гацко, Љубиње, Невесиње, Источни Мостар, Требиње, Фоча, Калиновик, Ново Горажде, Чајниче                                        |

### Регије Републике Српске према Просторном плану (2008–2015)
1. Мезорегија Приједор
2. Мезорегија Бања Лука 
  1. Субрегија Градишка
  2. Субрегија Мркоњић Град
3. Мезорегија Добој
4. Мезорегија Бијељина
  1. Субрегија Зворник
5. Мезорегија Источно Сарајево 
  1. Субрегија Фоча
6. Мезорегија Требиње[3]

- Регије Републике Српске према Просторном плану

### Регије Републике Српске према уџбеницима географије
1. Бањалучка регија
2. Добојско-бијељинска регија
3. Сарајевско-зворничка регија
4. Требињско-србињска регија

- Регије Републике Српске према уџбеницима географије

### Подручја окружних судова
1. Бања Лука
2. Добој
3. Бијељина
4. Источно Сарајево
5. Требиње

- Подручја окружних судова Републике Српске

### Поштанске регије
- Бањалука
- Бијељина
- Брчко
- Добој
- Зворник
- Приједор
- Соколац
- Требиње
- Фоча

## Физиономске регије Републике Српске
Према рељефним, климатским и биогеографским цјелинама у Републици Српској се најчешће издвајају три дијела:
1. Панонска област,
2. Планинско-котлинска област и
3. Јадранска област.